# Gesellschaft des 3. September
Die Gesellschaft des 3. September (chinesisch 九三學社 / 九三学社, Pinyin Jǐusān Xuéshè, wörtl. „Studiengesellschaft des 3. September“) ist eine von neun politischen Parteien der Volksrepublik China. Ihr offizielles Motto lautet „Patriotismus, Demokratie, Wissenschaft“ (爱国，民主，科学). Am 30. Juni 2022 hatte sie 204.069 Mitglieder und war damit nach der Kommunistischen Partei Chinas (90.594.000 im Jahr 2019) und der Demokratischen Liga Chinas (282.000 im Jahr 2019) die nach Mitgliedern drittgrößte Partei des Landes.
Im März 2023 war die Gesellschaft des 3. September mit 56 von 2977 Abgeordneten im Nationalen Volkskongress vertreten.
Mit Umweltminister Huang Runqiu ist sie seit dem 29. April 2020 an der chinesischen Regierung beteiligt.

## Geschichte
Die Gesellschaft des 3. September leitet ihre ideologischen Ursprünge auf die Bewegung des vierten Mai 1919 zurück, als Pekinger Studenten gegen den Friedensvertrag von Versailles und die Abtretung chinesischen Territoriums an Japan demonstrierten. Als 1938 während des Antijapanischen Krieges die chinesische Hauptstadt nach Chongqing verlegt wurde, gründeten einige Wissenschaftler dort das „Symposium für Demokratie und Wissenschaft“ (民主科学座谈会), das zunächst mehrheitlich aus Geisteswissenschaftlern bestand. Im Laufe der Zeit schlossen sich ihm dann aber auch immer mehr Gelehrte aus dem „Symposium für Naturwissenschaften“ (自然科学座谈会) an. Am 3. September 1945 wurde anlässlich des Sieges über Japan eine große Konferenz einberufen und die Wissenschaftlervereinigung benannte sich in „Symposium des 3. September“ (九三座谈会) um. Daraus ging am 4. Mai 1946 die „Gesellschaft des 3. September“ (九三学社) als politische Partei hervor. Erster Parteivorsitzender wurde der Physiker Xu Deheng (许德珩, 1890–1990), der schon 1919 einer der Anführer der Bewegung des vierten Mai gewesen war. Xu Deheng verlegte noch 1946 den Sitz des Zentralkomitees der Gesellschaft des 3. September nach Beiping, wo er an der Universität Peking als Professor unterrichtete.
Während des Bürgerkriegs stellte sich die Gesellschaft des 3. September früh auf die Seite der KPCh – Xu Deheng kannte Zhou Enlai schon seit der Bewegung des vierten Mai und hatte ihn später während seines Studiums in Frankreich wiedergetroffen – unterstützte sie jedoch zunächst nur im Untergrund, nicht mit bewaffneten Verbänden. Auf der 2. Sitzung des VII. Zentralkomitees der Kommunistischen Partei Chinas (5. – 13. März 1949) in Xibaipo, Provinz Hebei, schlug Mao Zedong die Bildung einer Einheitsfront vor, in welcher auch Demokraten, die nicht Mitglieder der KPCh waren, mitarbeiten konnten. Das Zentralkomitee billigte Maos Vorschlag. Es wurde beschlossen, eine Politische Konsultativkonferenz des chinesischen Volkes einzuberufen und eine demokratische Koalitionsregierung zu bilden.
Die Gesellschaft des 3. September nahm die Einladung an und erklärte zum ersten Mal öffentlich, dass sie unter der Führung der KPCh an der Konsultativkonferenz teilnehmen und bei der Gründung der Volksrepublik China aktiv mitwirken wolle.
Im Juni 1949 war die Gesellschaft des 3. September eine der 23 demokratischen Organisationen, die insgesamt 134 Delegierte nach Beiping entsandt hatten, um ein Vorbereitungskomitee für die Einberufung der Konsultativkonferenz des chinesischen Volkes zu bilden. In seinem am 30. Juni 1949 anlässlich des 28. Jahrestags der Gründung der KPCh veröffentlichten Artikel „Über die demokratische Diktatur des Volkes“ stellte Mao klar, dass die Partei als „Volk“ die Arbeiterklasse, die Bauernschaft, das städtische Kleinbürgertum und die „nationale Bourgeoisie“, also die Intellektuellen, betrachtete, die eine Diktatur über die Grundherrenklasse und die bürokratische Bourgeoisie sowie ihre Repräsentanten, nämlich die Kuomintang-Reaktionäre und deren Helfershelfer errichten sollten.
Damit konnte die Gesellschaft des 3. September leben und nahm an der vom 21. bis 30. September 1949 mit 662 Delegierten in Beiping abgehaltenen Konsultativkonferenz des chinesischen Volkes teil.
Ihre Mitglieder wirkten an der Ausarbeitung des „Gemeinsamen Programms der Politischen Konsultativkonferenz des Chinesischen Volkes“, einer Art Interimsverfassung, mit und widmeten sich in den ersten Jahren der Volksrepublik vor allem der Entwicklung von Wissenschaft und Technik, dem Wiederaufbau der Hochschulen und der Verbesserung der medizinischen Versorgung. Das „Gemeinsame Programm der Politischen Konsultativkonferenz des Chinesischen Volkes“ vom 29. September 1949, also Redefreiheit, Gleichberechtigung der Frau etc., wurde zum politischen Grundsatzprogramm der Gesellschaft des 3. September.
Am 2. Mai 1956 schlug Mao Zedong in einer Rede vor, Intellektuelle, auch von außerhalb der KPCh, stärker in den Aufbau des Landes einzubinden, unter dem Motto „Lasst hundert Blumen blühen, lasst hundert Schulen miteinander wetteifern“. Innerhalb der Partei fand dies ein geteiltes Echo. Lu Dingyi (陆定一, 1906–1996), Leiter der Propaganda-Abteilung des Zentralkomitees der KPCh, lud dennoch bei einem Treffen von Intellektuellen am 26. Mai 1956 alle Literaten, Künstler und Wissenschaftler dazu ein, freimütig Kritik zu äußern und Vorschläge zu machen, wie der Aufbau des Landes voranzubringen wäre. Dies geschah dann auch, verstärkt nach den Aufständen in Polen und Ungarn, gefördert von Mao, der beabsichtigte, auf diese Art Kritik an realen Missständen in geordneten Bahnen ablaufen zu lassen. Die Mehrheit der KPCh-Führung war jedoch immer noch gegen die Hundert-Blumen-Bewegung. Diese geriet dann auch bald außer Kontrolle, Kritik an der Rolle der Partei in Universitäten etc. wurde immer aggressiver vorgetragen. Im Juli 1957 wurde die Hundert-Blumen-Bewegung beendet und am 15. Oktober 1957 die „Kriterien zur Identifizierung rechter Elemente“ (划分右派分子的标准) veröffentlicht.
Innerhalb eines Jahres wurden 552.973 Intellektuelle als rechte Elemente identifiziert, eingeteilt in „leicht rechts“ (微右) „im Kern rechts“ (中右) und „rechtsextrem“ (极右). Unter letzteren waren führende Mitglieder der Gesellschaft des 3. September wie Chu Anping (储安平, 1909–1966), der stellvertretende Leiter der Propaganda-Abteilung, Lu Kanru (陆侃如, 1903–1978), Mitglied des Zentralkomitees, Yuan Hanqing (袁翰青, 1905–1994), ebenfalls Mitglied des Zentralkomitees, und viele mehr, die ihre Arbeit verloren und häufig in Umerziehungslager eingewiesen wurden. 1978 wurden 552.877 rechte Elemente rehabilitiert. Chu Anping, der im September 1966 gleich zu Beginn der Kulturrevolution verschwunden war, war einer von nur fünf Rechtsextremisten auf nationaler Ebene, bei denen die damalige Einschätzung für korrekt gehalten wurde.
Im Frühsommer 1966 brach die Kulturrevolution aus. Als einer der ersten Schritte veröffentlichte die Parteizeitung Renmin Ribao am 1. Juni 1966 unter der Überschrift „Fegt alle Rinderteufel und Schlangengeister hinweg“ (横扫一切牛鬼蛇神) einen programmatischen Leitartikel, der zur Verfolgung als konservativ wahrgenommener Intellektueller führen sollte. So war in dem Artikel zum Beispiel Chu Anping, der mittlerweile an seinen Arbeitsplatz in der Parteizentrale zurückgekehrt war, namentlich als ein Ziel der Säuberungsaktion (扫荡) genannt. Die Gesellschaft des 3. September an sich wurde weder verboten, noch gab es eine staatlich angeordnete Verfolgung von Parteimitgliedern. Nachdem jedoch am 18. August 1966 die Roten Garden als Organisation von Mao offiziell anerkannt worden waren, besetzten diese die Parteizentrale und eine Rotgardistin übernahm die Leitung des Tagesgeschäfts des Zentralkomitees. Auf Alltagsebene wurde der Partei das Leben durchaus schwer gemacht. So wurden zum Beispiel von den Roten Garden in der Hauptverwaltung Kampf- und Kritiksitzungen abgehalten, um führende Parteimitglieder zum Eingestehen reaktionärer Tendenzen zu bewegen. Nach einiger Zeit übernahmen die Revolutionären Rebellen die Parteizentrale, und die Situation geriet außer Kontrolle. So wurde zum Beispiel Zhao Jiuzhang, seit 1952 Mitglied des Zentralkomitees, Mitte Februar 1968 ohne Haftbefehl und Gerichtsbeschluss in das Umerziehungslager Zhongguancun am nördlichen Stadtrand von Peking verschleppt, wo er acht Monate später Selbstmord beging.
All dies demotivierte die Parteimitglieder; die Mitgliederzahl, die schon nach der Anti-Rechts-Bewegung (反右运动) 1957 um 14 % zurückgegangen war, sank von 5358 im Jahr 1965 auf 4148 im Jahr 1978, also erneut um 23 %.
Die politische Arbeit kam de facto zum Erliegen. Pro forma blieb das am 5. Dezember 1958 gewählte 5. Zentralkomitee unter dem Vorsitz von Xu Deheng und seinen Stellvertretern Zhou Peiyuan (周培源, 1902–1993), Pan Shu (潘菽, 1897–1988), Mao Yisheng (茅以升, 1896–1989) und Yan Jici (严济慈, 1901–1996) bis 1979 im Amt. Am 24. Oktober 1979 wurde von der Mitgliederversammlung ein neues Zentralkomitee gewählt, wieder mit Xu Deheng als Vorsitzendem, Zhou Peiyuan, Pan Shu, Mao Yisheng und Yan Jici als seinen Stellvertretern, dazu noch sechs weitere Stellvertreter. Erst ab Mitte der 1980er Jahre brachte sich die Gesellschaft des 3. September wieder aktiv in die Politik ein. So unterstützte sie zum Beispiel 1987, nachdem es im Dezember 1986 zu großen Studentendemonstrationen in Hefei, Shanghai und Peking gekommen war – die größten seit der Kulturrevolution – die Forderung des linken Flügels der KPCh, dass Studenten nach der Erlangung eines akademischen Grades zunächst in der Landwirtschaft oder in Fabriken einfache Arbeiten verrichten sollten, um ihnen Lebenserfahrung zu vermitteln.
Später setzte sie sich für die Stärkung des Urheberrechts ein, die Förderung der Innovationskraft von Unternehmen und die Erhöhung der Pensionen von Wissenschaftlern und Technikern in Staatsbetrieben. Da die Gesellschaft des 3. September zahlreiche Ärzte zu ihren Mitgliedern zählt, engagierte sie sich während der SARS-Pandemie 2002/2003 besonders bei den Bemühungen, den Ursprung der Krankheit zu ergründen und potenzielle Behandlungsmethoden zu entwickeln.

## Mitgliederstruktur
Die Mitglieder der Gesellschaft des 3. September sind fast ausschließlich Akademiker: etwa 25 % Professoren, 25 % Ingenieure und 20 % Ärzte. Der Anteil der Mitglieder mit einem akademischen Grad ist in den letzten Jahren etwas zurückgegangen: von 96 % im Jahr 2012 auf 90 % im Jahr 2021.
Von der Gründung der Partei bis Ende 2022 waren 181 Parteimitglieder Mitglied der Chinesischen Akademie der Wissenschaften und 30 der Chinesischen Akademie der Ingenieurwissenschaften; Mitglieder der Chinesischen Akademie der Sozialwissenschaften waren bis zu diesem Zeitpunkt in der Gesellschaft des 3. September nicht vertreten. Fünf Parteimitglieder wurden mit dem Verdienstorden „Zwei Bomben, ein Satellit“ (两弹一星功勋奖章) für die Mitarbeit an der chinesischen Atombombe, der chinesischen Wasserstoffbombe oder dem ersten Satelliten Dong Fang Hong I ausgezeichnet.
Yan Jun, seit 2002 Mitglied des Zentralkomitees der Partei, ist seit 2009 Chefwissenschaftler des Mondprogramms der Volksrepublik China, Wan Weixing, seit 2012 Mitglied des Zentralkomitees der Partei, war von 2016 bis zu seinem Tod 2020 Chefwissenschaftler des Marsprogramms.
Der Frauenanteil in der Partei nimmt beständig zu. 2019 waren 41,48 % aller Mitglieder Frauen;
bei der Wahl zum Nationalen Volkskongress Ende 2022 waren 21 von 56 gewählten Abgeordneten der Gesellschaft des 3. September, also 38 %, Frauen.
Als Professorenpartei hat die Gesellschaft des 3. September ein immanentes Überalterungsproblem. Xu Deheng war 56 Jahre, als er 1946 die Partei gründete, in dem 1958 gewählten Zentralkomitee war Zhou Peiyuan mit 56 Jahren der jüngste. Als Xu Deheng 1987 aus Altersgründen den Parteivorsitz abgab, war er 97 Jahre alt, sein Nachfolger Zhou Peiyuan war zu diesem Zeitpunkt 85. Da die chinesische Regierung jedoch seit Mitte der 1980er Jahre verstärkt in die Wissenschaft investiert, nicht zuletzt über das unter anderem von Chen Fangyun und Wang Ganchang, Mitglieder der Gesellschaft des 3. September, 1986 angeschobene Nationale Programm zur Förderung von Hochtechnologie,
steigt die Zahl der Jungakademiker im Land konstant an. Die Gesellschaft des 3. September konnte zwischen 1987 und 2002 einen jährlichen Mitgliederzuwachs von fast 4000 Männern und Frauen verzeichnen, seit 2012 liegt der jährliche Zuwachs bei über 6000 Mitgliedern. Bis 2016 konnte das Durchschnittsalter der Parteimitglieder auf 54 Jahre gesenkt werden, 21,04 % aller Parteimitglieder waren in jenem Jahr jünger als 41 Jahre. Als der Biologe Wu Weihua (武维华, * 1956) am 7. Dezember 2017 den Parteivorsitz übernahm, war er 61 Jahre alt.

## Organisationsstruktur
Die Gesellschaft des 3. September wird von einem Zentralkomitee (中央委员会) geleitet, das von der Nationalen Delegiertenversammlung (全国代表大会) seit 1992 alle fünf Jahre (zuvor in unregelmäßigen Abständen) gewählt wird. Seit der Vorstandswahl am 7. Dezember 2017 besteht das Zentralkomitee aus einem Vorsitzenden (主席), einem Generalsekretär (常务副主席) und neun stellvertretenden Vorsitzenden (副主席), darunter zwei Frauen, und 229 Mitgliedern.
Das Zentralkomitee ist am Sitz der Partei im Stadtbezirk Haidian, Peking angesiedelt, wo auch die diversen Abteilungen der Verwaltung wie die Abteilung für Öffentlichkeitsarbeit (宣传部), die Abteilung für Koalitionsfragen (参政议政部) etc. untergebracht sind, dazu noch Kommissionen für die Ausarbeitung des Standpunkts der Partei in den sie interessierenden Politikfeldern:
- Wissenschaft und Technik
- Wirtschaft
- Landwirtschaft und Forstwesen
- Bildung und Kultur
- Recht
- Sozialwesen
- Medizin und Hygiene
- Ressourcen und Umweltschutz[28]

Daneben gibt es noch Arbeitsgemeinschaften wie die der Akademiemitglieder, Frauen, Jugend unter 41 Jahren, eine Arbeitsgemeinschaft für Wissenschaftspopularisierung, eine Arbeitsgemeinschaft für die Stärkung der technologischen Innovationsfähigkeit etc.
Unterhalb der zentralen Ebene gibt es in fast allen Provinzen, Regierungsunmittelbaren Städten und Autonomen Regionen mit Ausnahme von Tibet und Ningxia Landesverbände, die wiederum jeweils ein Komitee auf Provinzebene (省级委员会) wählen.
In China entsprechen die Wahlkreise für den Nationalen Volkskongress der Provinzebene, und es sind die Landesverbände, die die Kandidaten aufstellen. Da die Partei in fast allen Landesverbänden mehrere tausend Mitglieder hat – der kleinste ist Xinjiang mit 813 (Stand 2019) – ist es kein Problem, Frauen und Angehörige von ethnischen Minderheiten zu nominieren, die auch Nichtparteimitglieder ansprechen. So konnte die Gesellschaft des 3. September für die 14. Legislaturperiode (2023–2028) Abgeordnete aus 26 von 29 Landesverbänden in den Nationalen Volkskongress entsenden. Ein typisches Beispiel hierfür ist Zhao Zhao (赵昭, * 1984), die als Frau, Muslima und Vorstandsvorsitzende einer großen Rinderzucht-Kooperative in Henan sehr populär ist und seit 2018 für die Gesellschaft des 3. September im Nationalen Volkskongress sitzt.

## Parteivorsitzende
Seit ihrer Gründung hatte die Gesellschaft des 3. September folgende Parteivorsitzende, die dort aus historischen Gründen „Vorsitzender des Zentralkomitees“ (中央委员会主席) genannt werden:
| Xu Deheng (许德珩)    | 1890–1990 | 1946–1987 |
| Zhou Peiyuan (周培源) | 1902–1993 | 1987–1992 |
| Wu Jieping            | 1917–2011 | 1992–2002 |
| Han Qide              | * 1945    | 2002–2017 |
| Wu Weihua (武维华)    | * 1956    | 2017–     |